# Danuta Kordaczuk

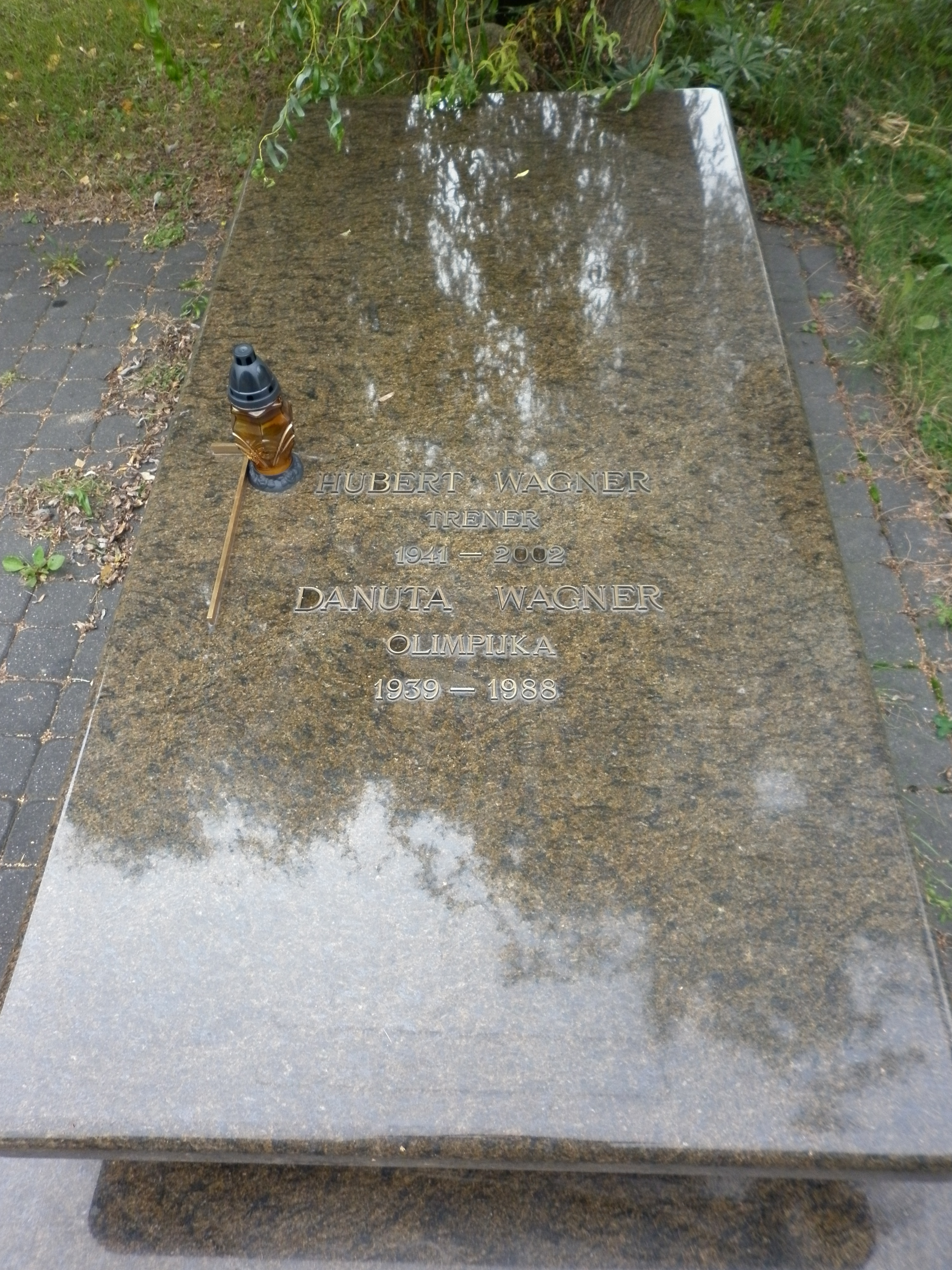
Grób Danuty i Huberta Wagnerów na cmentarzu komunalnym Północnym w Warszawie

Danuta Kordaczuk, po mężu Wagner (ur. 2 września 1939 w Warszawie, zm. 10 kwietnia 1988 tamże) – polska siatkarka, brązowa medalistka olimpijska.
Absolwentka Technikum Budowlanego we Wrocławiu, studentka warszawskiej AWF (trzy lata). Zawodniczka Zrywu i Gwardii Wrocław oraz Legii Warszawa. Była mistrzynią Polski (1961), siedmiokrotną wicemistrzynią (1962–1965, 1967–1969) i pięciokrotną brązową medalistką (1958, 1960, 1970–1972).
W reprezentacji Polski w latach 1956–1970 wystąpiła 164 razy jako jedna z najlepszych rozgrywających w historii. Uczestniczka igrzysk olimpijskich w 1964 w Tokio, gdzie zdobyła brązowy medal. Z reprezentacją zdobyła także dwukrotnie brązowy medal mistrzostw świata (1956, 1962) oraz srebrny (1963) i brązowy (1958) medal mistrzostw Europy.
Po zakończeniu kariery sportowej (1973) trenerka siatkówki II ligowej kobiecej drużyny Spójni, a potem (1975) Sarmaty. Zasłużona Mistrzyni Sportu.
Była żoną trenera kadry narodowej Huberta Wagnera (1963, rozwiedziona 1978), matka Grzegorza (1965), także siatkarza. Zmarła 10 kwietnia 1988 w Warszawie i została pochowana na cmentarzu w Wólce Węglowej.